# Le Fils de Lassie
Série
Fidèle Lassie
(1943) Le Courage de Lassie
(1946)
Pour plus de détails, voir Fiche technique et Distribution.
Le Fils de Lassie (Son of Lassie) est un film américain en Technicolor réalisé par S. Sylvan Simon, sorti en 1945.

## Synopsis
Pendant la Seconde Guerre mondiale, le fils de Lassie embarque avec son maitre à bord d'un avion. Quand celui-ci est attaqué en plein vol, les deux compagnons se retrouvent en territoire norvégien.

## Fiche technique
- Titre : Le Fils de Lassie
- Titre original : Son of Lassie
- Réalisation : S. Sylvan Simon
  - Assistant : Herman E. Webber
- Scénarip : Jeanne Bartlett, inspirée du roman d'Eric Knight
- Musique : Herbert Stothart
- Photographie : Charles Edgar Schoenbaum
- Direction artistique : Cedric Gibbons et Hubert Hobson
- Décors : Edwin B. Willis et Paul Huldschinsky
- Costumes : Irene
- Maquillage : Jack Dawn
- Photographie : Charles Schoenbaum
- Effets spéciaux : A. Arnold Gillespie, Danny Hall et Warren Newcombe
- Direction d’enregistrement : Douglas Shearer
- Ingénieur du son : Douglas Shearer
- Montage : Ben Lewis
- Production : Samuel Marx
- Société de Production : Metro-Goldwyn-Mayer (MGM)
- Format : couleur (Technicolor) — 35 mm — 1.37:1 — son : mono (Westrex Recording System)
- Pays de production :  États-Unis et  Canada
- Langue originale : anglais
- Genre : drame, aventure animalière, guerre
- Durée : 102 minutes
- Dates de sortie :
  - États-Unis : 20 avril 1945
  - France : 6 janvier 1950

## Distribution
- Peter Lawford : Joe Carraclough
- Donald Crisp : Sam Carraclough
- June Lockhart : Priscilla
- Nigel Bruce : le duc de Radling
- William Severn : Henrik
- Leon Ames : Anton
- Donald Curtis : le sergent Eddie Brown
- Robert Lewis : le sergent Schmidt
- Leyland Hodgson : un sergent
- Barry Bernard : le sergent britannique
- Charles Irwin : Le capitaine Grey
- Nils Asther : Olav
- Fay Helm : Joanna
- Peter Helmers : Willi
- Otto Reichow : Karl
- Patricia Prest : Hedda
- Terry Moore : Thea - Helen Koford)
- Leon Tyler : Arne
- Lotte Palfi Andor : vieille femme (créditée Lotta Palfi)
- Eily Malyon :
- Fritz Leiber : le prêtre du village
- Nelson Leigh : le coordinateur
- Morton Lowry : le corporal Blind
- Lester Matthews : Le Major Elliston
- Marta Mitrovich : la norvégienne
- Susan Simon :
- Arthur Space : l'adjudant
- Louis V. Arco :
- Will Stanton : le dresseur du chien
- Pal : joue le rôle de Lassie, est une chienne colley héroïne Lassie
- Hans Schumm : le commandant allemand
- Frederick Giermann : l'officier de la Gestapo
- Wally Cassell : POW
- Fréderic Brünn : un soldat allemand
- Robert R. Stephenson : un soldat allemand
- William Tannen : un soldat grenadier allemand